# Bruno Pauletto
Bruno Pauletto (Portogruaro, 21 gennaio 1954) è un ex pesista, imprenditore e fisiologo italiano naturalizzato canadese.
Durante la sua carriera atletica si specializzò in getto del peso e fu attivo dal 1974 al 1983. Stabilì il record nazionale italiano e divenne in seguito primato nazionale canadese nel getto del peso al coperto. Il primo titolo rimase imbattuto per sei anni mentre l'ultimo per diciotto anni. Attualmente detiene ancora il record provinciale del Québec. È stato tre volte campione del Canada, e la sua migliore misura è 20.61 metri. Laureato in Scienze della fisiologia nel 1978, ha pubblicato diversi libri e articoli sull'allenamento sportivo.
Creò la propria azienda di distribuzione di equipaggiamento sportivo negli Stati Uniti, e in questa veste fu nominato presidente dell'Associazione Nazionale Forza e Condizione statunitense (NSCA). Ha ricevuto vari premi per l'attività imprenditoriale negli Stati Uniti.

## Biografia
Bruno Pauletto, MS, CSCS, FNSCA, crebbe a Portogruaro, Italia, e a Sept-Îles, Québec, e si diplomò in fisiologia di esercitazione presso l'Università del Tennessee. Egli rappresentò il Canada in due Giochi del Commonwealth consecutivi: vinse la medaglia d'oro nella gara del getto all'aperto ai XII Giochi del Commonwealth a Brisbane nel 1982, dopo aver vinto un argento nel 1978. Un anno dopo partecipò ai Giochi Panamericani del 1979 e si piazzò terzo. Partecipò anche alla prima Coppa del mondo IAAF a Düsseldorf nel 1977 ed al primo Campionato del mondo di atletica a Helsinki nel 1983 come membro della squadra Canadese e venne selezionato due volte per i Giochi olimpici. Gareggiò anche nel lancio del disco.
Avendo già esercitato da istruttore di allenamento della forza e della condizione dal 1981, Pauletto dedicò la propria vita all'allenamento sin dalla stagione del 1984. Creò la propria azienda nel 1986, pubblicò diversi articoli, video e tre libri sull'allenamento della forza e fu nominato presidente della Associazione Nazionale Forza e Condizione (NSCA) dove fu anche membro di diversi comitati. Ricevette riconoscimenti nazionali per le sue prestazioni da allenatore e fu ammesso all'Arca della Gloria (Hall of Fame) della Central Michigan Chippewas.

### Carriera universitaria
Bruno Pauletto ottenne la sua Laurea triennale in Scienze della fisiologia di esercitazione nel 1978 dalla Central Michigan University (CMU), dove ottenne una borsa di studio in atletica leggera. Nel 1980 conseguì la Laurea magistrale in Scienze della fisiologia di esercitazione presso l'Università del Tennessee (UT).
Mentre era al CMU, gareggiava per la squadra dell'università, chiamata Central Michigan Chippewas, e:
- fu quinto alla gara all'aperto del campionato NCAA 1977
- vinse la gara al coperto del campionato NCAA 1978 con un getto di 64-1 ¼[1][2][3], ricevendo il titolo di "campione nazionale" ("National Champion")[4][5]
- fu secondo alla gara all'aperto del campionato NCAA 1978.

Sempre gareggiando per la CMU, raggiunse ottimi risultati nella Mid-American Conference (MAC):
- è stato un campione individuale all'aperto in getto del peso della MAC nel 1976
- anche in getto del peso nel 1977 con 63-3 ¾
- lo stesso anno vinse il titolo anche in lancio del disco con 160-5
- e nel 1978 ottenne il suo quarto titolo della MAC, con 64-8 ¾ al getto del peso[6]. Quest'ultimo primato rimase ancora imbattuto nel 2009[7].

Durante l'anno 1978 egli inoltre:
- stabilì il record MAC registrando 65-3, che rimase ancora imbattuto nel 2009[7]
- fu nominato MAC atleta d'eccellenza (outstanding performer)[8]
- guadagnò il proprio primato universitario nella specialità al coperto con un lancio di 64-1 e in quella all'aperto con il predetto lancio 65-3, entrambi i primati ancora imbattuti nel 2012[9][10].

In totale Bruno Pauletto fu tre volte pesista "All-America": per la specialità al coperto nel 1978 e per quella all'aperto nel 1977 e 1978.
Dal 1990 Pauletto è nell'Arca della Gloria della Central Michigan Chippewas.

### Carriera da atleta professionista
La prima partecipazione di Pauletto ad un incontro internazionale fu a Düsseldorf alla prima Coppa del mondo IAAF del 1977, dove raggiunse il quinto posto con 18.30 m il 2 settembre 1977, e nello stesso anno fu secondo nella Pacific Conference Games del 1977.
Quindi ha siglato la migliore prestazione dell'anno 1979 con la misura di 20,13 metri durante i campionati nazionali di società svoltisi a Milano, il 23 giugno 1979. Gareggiava con la società Telettra-Atletica Rieti, e con tale getto Bruno Pauletto non solo si laureò primatista nazionale italiano in questa disciplina, ma contribuì anche a piazzare la propria squadra in sesta posizione del campionato. Questa prestazione rimase il primato nazionale finché Marco Montelatici la migliorò nel maggio 1985 con 20,90 metri.
La prima volta que il Pauletto fu selezionato per un campionato canadese fu a Edmundston il 2-3 marzo 1974.
Nel 1980 batté il record Canadese a Sherbrooke con un lancio di 20.33 m. Il 22 maggio 1983 stabilì il suo miglior getto con un lancio di 20.61 m (67-7.5), realizzato in una gara all'aperto a Knoxville, Tennessee e conquistando un nuovo record nazionale Canadese dei senior. Tra il 1976 ed il 1983, solo lui e Bishop Dolegiewicz dominarono il palmarès canadese di getto del peso. Il record di Pauletto rimase per 18 anni, finché Brad Snyder lo batté di 2 cm al Campionato Mondiale del 2001, con un tiro di 20.63 metri. Grazie a questa prestazione Bruno Pauletto si classifica quarto nella graduatoria dei top 10 Canadesi di tutti i tempi all'aperto (23 luglio 2012), e detiene ancora (nel 2013) il record provinciale del Québec per la specialità all'aperto.
Pauletto conquistò la sua prima medaglia in una gara importante ai XI Giochi del Commonwealth a Edmonton nel 1978, concludendo secondo. Bruno Pauletto proseguì conquistandosi una medaglia di bronzo nei Giochi Panamericani a San Juan, Porto Rico nel luglio 1979. Pauletto conquistò l'oro ai XII Giochi del Commonwealth a Brisbane nel 1982: il Canada dovette attendere 28 anni prima che un altro pesista, Dylan Armstrong, potesse nuovamente riportare a casa una medaglia d'oro.
Partecipò anche al primo Campionato del mondo IAAF di Atletica a Helsinki nel 1983 come membro della squadra Canadese, dove partecipò alla gara di getto finendo 17º dietro a Bishop Dolegiewicz.
Bruno Pauletto fu selezionato due volte per i Giochi olimpici, nel 1980 e nel 1984. Non poté partecipare alle Olimpiadi del 1980 a causa del boicottaggio dei Giochi di Mosca, che era parte di un pacchetto d'azioni guidate dagli Stati Uniti per protestare contro la Guerra sovietica in Afghanistan. Nel 1984 aveva già iniziato una nuova carriera come allenatore e fisiologo e alla fine non concorse in alcuna gara Olimpica effettiva.

### Carriera da allenatore, autore e imprenditore
Dopo essersi diplomato all'Università del Tennessee Bruno Pauletto fu assunto nel 1980 a tempo pieno come istruttore di condizionamento e divenne presto il capo allenatore universitario della forza e del condizionamento del Dipartimento di Atletica, con un personale di tre assistenti diplomati. Fu anche l'allenatore di forza della squadra di calcio Tennessee Volunteers nel 1985  che rappresentò l'UT nella Divisione I-A della Stagione di calcio della NCAA. Mentre era istruttore dell'UT divenne anche Direttore NSCA per lo Stato del Tennessee e, nel 1985, pubblicò i suoi primi articoli sull'allenamento della forza, nonché sul cosiddetto Power Clean.
Abbandonò tale posizione per gestire l'azienda sua e di sua moglie con sede a Knoxville, Tennessee, fondata nel 1986 e registrata sotto il nome Power Systems. L'azienda è specializzata nella fornitura di attrezzature per l'allenamento al fitness e alle prestazioni sportive nonché nelle soluzioni per clienti che spaziano da squadre sportive e circoli sanitari a scuole, specialisti del fitness ed altri professionisti dell'industria dell'allenamento sportivo. Nel 2012 Power Systems ha firmato un accordo di cooperazione con Life Fitness, una divisione della Brunswick Corporation.
Dal giugno 1991 al giugno 1994 Bruno Pauletto fu eletto Presidente dell'Associazione nazionale della forza e del condizionamento (National Strength and Conditioning Association, NSCA). Visto il dissesto finanziario dell'Associazione, nel 1991 Pauletto introdusse un controllo dei costi più stretto, ed i guadagni d'efficienza raggiunti sotto la sua gestione permisero il consolidamento di una solida situazione finanziaria. Fu anche membro di diversi comitati NSCA.
Durante tale periodo Bruno Pauletto pubblicò tre libri sull'allenamento della forza: per gli allenatori, per il calcio e per la pallacanestro. Nel 2007 inventò e patentò un nuovo tipo di ostacolo motorio.
Fu anche membro del consiglio editoriale della rivista Training & Conditioning (T&C).

## Riconoscimenti

### Premi per l'attività imprenditoriale
- 2004, 2007, 2008 — NOVA 7 Supplier Award nella categoria Best Free Weights and Specialized Equipment Supplier conferito dalla rivista Fitness Management Magazine
- 2008 — Occupational Safety / Health Award Program, Perfect Record Award per lo svolgimento di 117 960 ore da impiegato senza lesioni da lavoro o malattia con giorni di astensione dal lavoro, conferito dal National Safety Council[42]
- 2009 — selezionato nella lista dei 25 migliori datori di lavoro del Tennessee da Business Tennessee Magazine[43]
- 2010 — Achievement Award conferito dal Tennessee Center for Performance Achievement Award[44]
- 2011 — premio Vendor of the Year award, conferito dal Gold's Gym Franchisee Association[45].

### Riconoscimenti personali
- 1986 — College Strength and Conditioning Professional of the Year Award conferito dalla National Strength and Conditioning Association[46][47]
- 1990 — ammissione nella hall of fame del Central Michigan Chippewas;
- 1997 — President's Award conferito dalla National Strength and Conditioning Association[48]
- 2008 — Lifetime Achievement Award conferito durante la conferenza annuale della NSCA[49][50][51][52].

## Record nazionali

### Italia
- Getto del peso 7,260 kg, 20,13 m ( Milano, 23 giugno 1979) ex-

### Canada
- Getto del peso 7,260 kg indoor, 20,61 m ( Knoxville, 22 maggio 1983) ex-

## Palmarès
| Anno | Manifestazione                  | Sede       | Evento         | Risultato | Misura  | Note             |
| ---- | ------------------------------- | ---------- | -------------- | --------- | ------- | ---------------- |
| 1977 | Coppa del mondo                 | Düsseldorf | Getto del peso | 5º        | 18,30 m |                  |
| 1978 | Giochi del Commonwealth         | Edmonton   | Getto del peso | Argento   | 19,33 m |                  |
| 1979 | Campionati nazionali di società | Milano     | Getto del peso | 1º        | 20,13 m | primato italiano |
| 1979 | Giochi panamericani             | San Juan   | Getto del peso | Bronzo    | 19,61 m |                  |
| 1982 | Giochi del Commonwealth         | Brisbane   | Getto del peso | Oro       | 19,55 m |                  |
| 1983 | Mondiali                        | Helsinki   | Getto del peso | 17º       | 18,32 m |                  |

## Opere

### Libri
- Bruno Pauletto, Football: Maximum Off-Season Results through Weight Training and Aerobic Dance, in NSCA Journal, vol. 7, n. 2, National Strength and Conditioning Association, aprile 1985,  pp. 56-57.
- Bruno Pauletto, Winter Conditioning for Football: The Tennessee Way, in NSCA Journal, vol. 7, n. 5, National Strength and Conditioning Association, ottobre 1985,  pp. 28-31.
- Bruno Pauletto, Periodization-Peaking, in NSCA Journal, vol. 8, n. 4, National Strength and Conditioning Association, agosto 1985,  pp. 30-31. URL consultato il 9 agosto 2017.
- Bruno Pauletto, Strength Training for Coaches, Champaign, IL, Leisure Press, 1991,  p. 179, ISBN 0-88011-371-5. URL consultato il 9 agosto 2017.
- Bruno Pauletto, Strength Training for Football, Champaign, IL, Human Kinetics Editores, 1992,  p. 128, ISBN 0-87322-398-5. URL consultato il 9 agosto 2017.
- Bruno Pauletto, Strength Training for Basketball, Champaign, IL, Human Kinetics Editores, 1993,  p. 133, ISBN 0-87322-433-7. URL consultato il 9 agosto 2017.